# Maria Golopenţa
Maria Golopenţa (Mehadia, 30. prosinca 1939. – ?, 27. studenog 2024.) bila je rumunjska stolnotenisačica.
 Osvojila je mnogo odličja na europskim i svjetskim stolnoteniskim prvenstvima. Također je višestruki državni prvak. Nastupala je na europskim prvenstvima 10 puta te 12 puta na svjetskim prvenstvima.
 1980. godine je završila međunarodnu karijeru. Te je godine bila u Njemačkoj jer je igrala za VSC Donauwörth, a krajem te sezone se vratila u Rumunjsku.